# Giovanni Passannante
Giovanni Passannante (né le 19 février 1849 à Salvia di Lucania et mort le 14 février 1910 à Montelupo Fiorentino) est un anarchiste italien, connu pour une tentative d'assassinat sur le roi Humbert Ier.

## Biographie

### Les origines
Fils de Pasquale et Maria Fiore, dernier de dix enfants, Giovanni Passannante commence à travailler très jeune pour aider sa famille pauvre, comme berger de brebis et domestique. Désireux d'apprendre, il ne fréquente l'école primaire qu'une année, mais apprend à lire et écrire seul. Il se déplace à Vietri puis à Potenza, pour travailler comme plongeur dans un hôtel.
Il déménage à Salerne, où il travaille comme serviteur chez une riche famille. En attendant, Passannante améliore son instruction en lisant la Bible et les œuvres de Giuseppe Mazzini. En mai 1870, il est arrêté et accusé de conspiration contre la monarchie, après avoir affiché un manifeste républicain exaltant Mazzini et Giuseppe Garibaldi.
Selon la déposition d'un locataire qui vit dans le même palais que Passannante, l'anarchiste étudie le français afin d'aller en France pour assassiner Napoléon III, coupable d'être « la cause de l'empêchement de la République universelle ». Libéré de prison en octobre 1870, il commence à travailler comme cuisinier dans une usine textile. Puis Passannante ouvre un petit restaurant, où il offre souvent des repas gratuits. Il adhère à des associations ouvrières, qu'il quitte pour divergence avec les administrateurs. En juin 1878, il se rend à Naples, où il vit d'une façon précaire, de petits emplois occasionnels.

### L'attentat

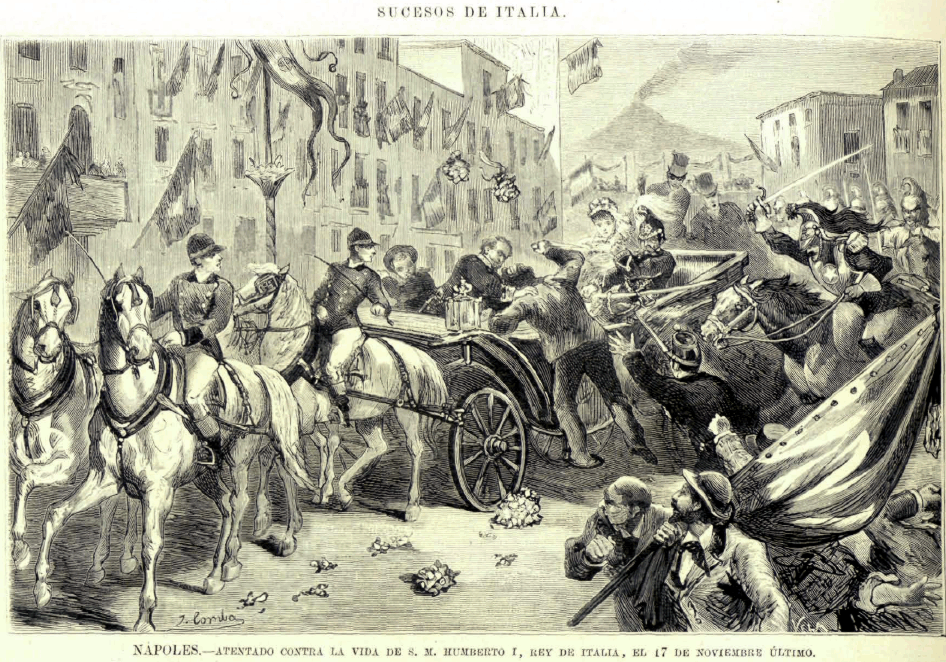
L'attentat sur un journal de l'époque.

Après la mort de son père Victor-Emmanuel II d'Italie, Humbert Ier, avec sa femme, la reine Marguerite, et son fils Victor-Emmanuel III prépare une tournée dans les principales villes italiennes, pour se montrer aux gens comme le nouveau souverain. Le 17 novembre 1878, la famille est en visite à Naples qui a connu, dans les jours précédents, des manifestations par les internationalistes. Celles-ci sont réprimées par les autorités et certains manifestants sont arrêtés alors qu'ils distribuent des tracts révolutionnaires.
Tandis que le roi et la reine passent dans la rue Largo della Carriera Grande, Passannante surgit tout à coup de la foule, monte sur le marchepied du carrosse royal et tente, à l’aide d’un poignard, de tuer le roi. Il est légèrement blessé au bras. La reine lance le bouquet qu'elle tient à la main au visage de l'agresseur et le Premier ministre Benedetto Cairoli, qui accompagne la famille royale, est lui blessé à la cuisse, tandis qu'il tente de le défendre.
L'anarchiste, frappé par Stefano De Giovannini, capitaine de cuirassiers, est arrêté. L'action est accomplie si rapidement que les voitures qui précèdent la voiture royale poursuivent leur route sans arrêter. Sur le chiffon rouge où Passannante a caché son poignard, il a écrit « Mort au Roi, Vive la République universelle, Vive Orsini ».
Après son arrestation, Passannante est torturé[réf. nécessaire] afin de lui faire avouer le nom d'éventuels complices alors qu'il déclare avoir agi seul. La tentative d'assassinat fournit le prétexte à des actions répressives contre les militants internationalistes et républicains et elle contribue à des désordres dans toute l'Italie.

### Les conséquences
Le jour après l'événement, à Florence, une bombe est jetée sur un cortège monarchique : deux hommes et une fillette sont tués, une dizaine de personnes sont blessées. Un groupe d'anarchistes est arrêté mais relâché par manque de preuves. À Pise, une autre bombe explose au cours d'une manifestation en faveur du roi, il n'y a pas de victimes. Il y a des affrontements avec la police dans des villes comme Bologne, Gênes, Pesaro et de nombreuses personnes, à Turin, Milan, La Spezia, sont arrêtés pour avoir rendu hommage au comploteur ou pour avoir dénigré le roi.
Le poète Giovanni Pascoli, au cours d’une réunion des socialistes à Bologne, donne une lecture publique de son Ode à Passannante. Immédiatement après, Pascoli déchire le poème, dont seuls les vers suivants sont connus : Con la berretta del cuoco, faremo una bandiera (Avec le chapeau du cuisinier, nous ferons un drapeau). Paul Brousse, directeur de l'Avant-Garde, publie un article apologétique sur l'anarchiste et, en raison de la pression du gouvernement italien et afin de ne pas froisser les relations diplomatiques, le journal est interdit. Brousse est arrêté et exilé en Suisse. L'article est probablement écrit par l'anarchiste Carlo Cafiero, alors en Suisse.
Certains républicains comme Aurelio Saffi et Alberto Mario prennent leur distance de l'action de Passannante et envoient leurs félicitations à Humbert Ier. François II, souverain déchu du royaume des Deux-Siciles, en exil à Paris, condamne l'attentat en disant que « notre vie est seulement dans les mains de Dieu ». Garibaldi, dans une lettre à Félix Pyat, l'appelle « un précurseur de l’avenir ». L'économiste Émile de Laveleye considère l'attentat de Passannante comme « un avertissement », une attaque qui n'est pas menée contre le roi, mais contre « l'institution, la royauté, et non la royauté comme institution politique, mais comme symbole de l'inégalité sociale ».
Le village natal de Passannante est contraint de changer son nom en Savoia di Lucania, en honneur de la dynastie de Savoie. Au parlement, il y a une condamnation unanime de l'agression, le gouvernement Cairoli est accusé d'être incapable de maintenir l'ordre public et de faire preuve d'une excessive tolérance envers les associations internationalistes et républicaines. Le 11 décembre 1878, le ministre Guido Baccelli dépose un vote de confiance qui est rejeté ; Cairoli est contraint de démissionner.

### Le procès

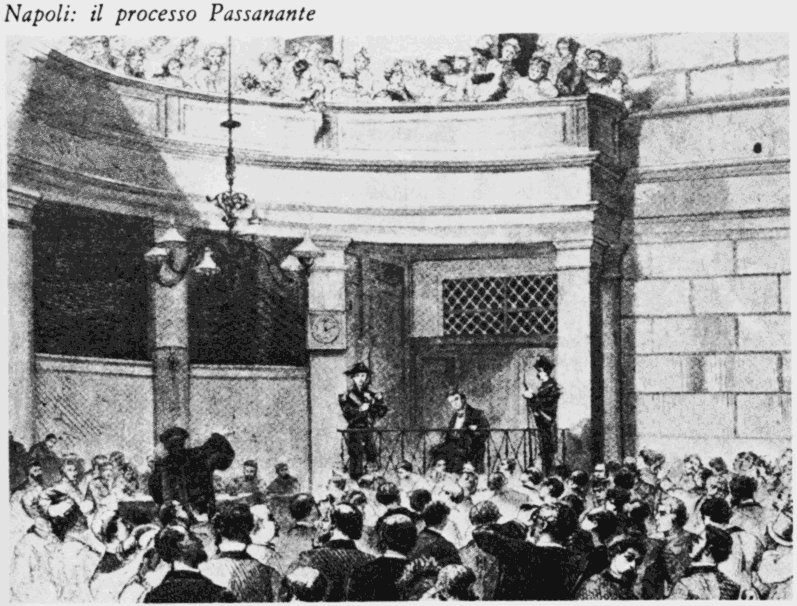
Le procès de Passannante.

Le 19 novembre 1878, deux jours après l'attentat, Passannante est emprisonné dans la prison de San Francesco à Naples. D'autres anarchistes comme Matteo Maria Melillo, Tommaso Schettino, Elviro Ciccarese et Felice D'Amato sont arrêtés pour complicité puis ils sont libérés par manque de preuves. Beaucoup de gens sont interrogés et accusés d'être de connivence avec le comploteur mais les magistrats ne trouvent aucune preuve.
Passannante est soumis à des examens psychiatriques et il est déclaré sain d'esprit. Le 4 mars 1879, l'anarchiste est emmené à la prison de Castel Capuano, escorté par l'inspecteur, le commandant de la police, deux officiers et plusieurs policiers. Le procès se tient les 6 et 7 mars 1879. Passannante est défendu par l'avocat Leopoldo Tarantini.
La procédure pénale est sujette à controverse parce que, bien que la peine capitale soit prévue seulement en cas de régicide, Passannante est condamné à mort. Luigi Galleani considère le procès comme un outrage aux normes judiciaires. Francesco Merlino accuse l'avocat de servilité envers la monarchie et il l'appelle « un second accusateur ». Cependant, par le décret royal du 29 mars 1879, la peine est commuée en réclusion à perpétuité à Portoferraio, sur l’île d'Elbe.

### La mort

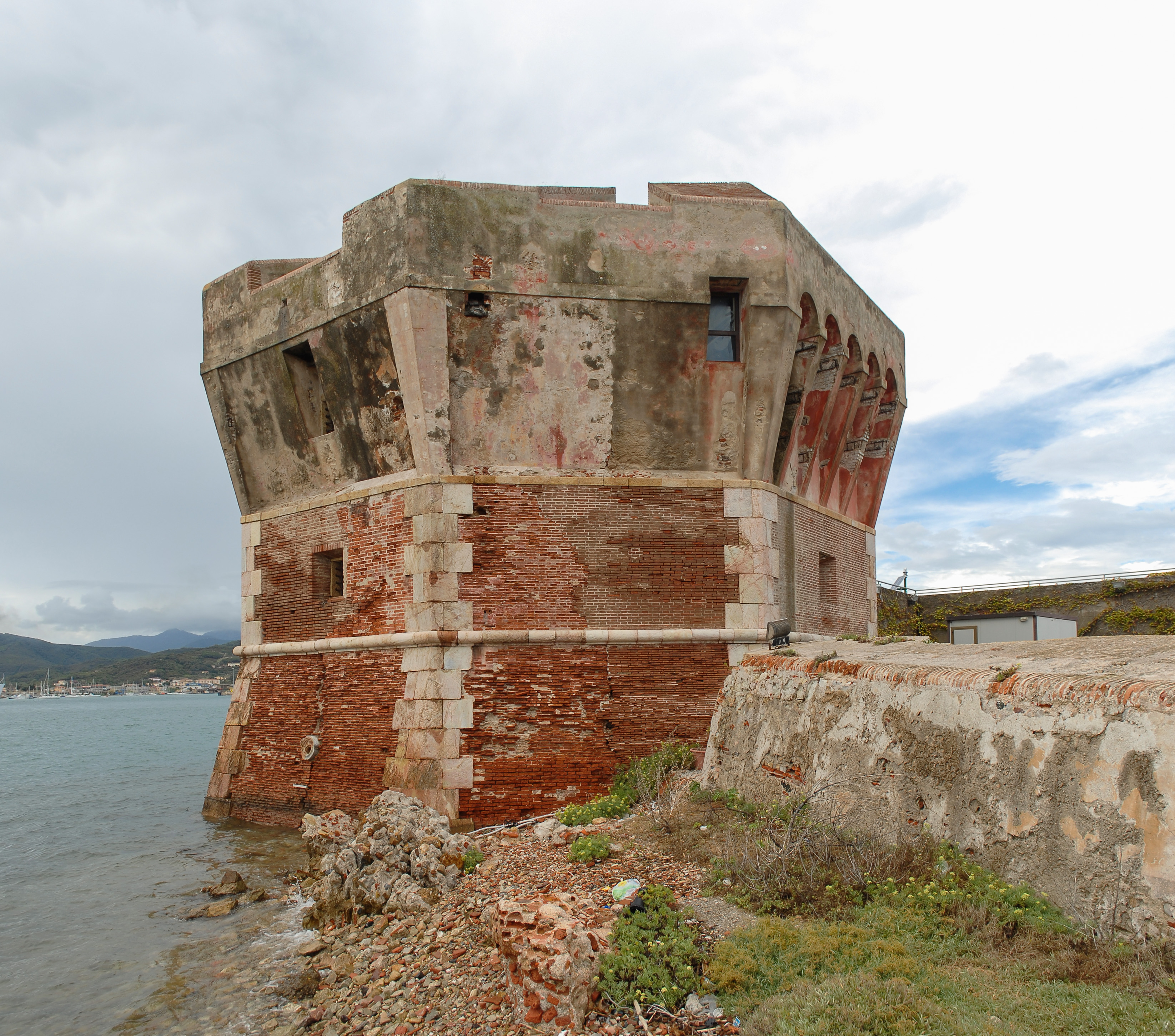
La tour de la Linguella, où Passannante a été emprisonné.

Passannante est enfermé dans la tour de la Linguella, aussi connu comme tour du Martello et plus tard rebaptisée tour de Passannante, dans un cachot minuscule et humide sous le niveau de la mer, sans toilettes, dans l’obscurité totale, attaché à une chaîne de 18 kg, en isolement et sans jamais pouvoir parler à personne pendant dix ans. Les effets sont dévastateurs sur son corps : il devient gonflé, livide, râlant et, selon certains témoins, réduit à se nourrir de ses excréments. Au cours de sa peine, Passannante perd la raison.
Les bateliers, qui passent près de la prison, entendent souvent les cris de douleur du prisonnier. Le député Agostino Bertani a l’autorisation de pénétrer dans la forteresse, accompagné par la journaliste Anna Maria Mozzoni. Bertani, est choqué et il proteste énergiquement contre le châtiment. Déclaré fou par des experts, Passannante est placé dans la prison psychiatrique Villa Medicea dell'Ambrogiana, à Montelupo Fiorentino, où il meurt en 1910, âgé de 60 ans.
Son cadavre est décapité. Son crâne et son cerveau sont étudiés dans le cadre des théories anthropologiques de Cesare Lombroso, pour démontrer l'existence de déviances criminelles innées chez Passannante. Les restes, plongés dans du formol, sont exposés au musée de criminologie de Rome. En 1999, Oliviero Diliberto, ministre de la Justice, autorise l'inhumation du crâne et du cerveau de Passannante dans son village natal. Cela intervient huit ans après la décision. Entre-temps, l'acteur Ulderico Pesce (it) adresse une pétition auprès du gouvernement italien pour une sépulture, à laquelle adhèrent des personnalités du spectacle, journalisme et musique comme Dario Fo, Marco Travaglio, Francesco Guccini, Antonello Venditti, Carmen Consoli, Peter Gomez (it), Erri De Luca et Giorgio Tirabassi (it). Grâce principalement à cette initiative, le 10 mai 2007, ses restes sont de retour dans son village natal et inhumés dans le cimetière de Savoia di Lucania.